# Nevil Dede
Nevil Thamas Dede est un joueur de football albanais, né le 10 janvier 1975 à Tirana. Son poste de prédilection est défenseur. Il est aujourd'hui reconverti en entraineur. Il est l'entraîneur principal du club de football Bylis.

## Carrière

### Carrière d'entraîneur
Le 25 septembre 2024, Dede a été nommé entraîneur principal du KF Bylis.